# Pave Johannes Paul 1.
Albino Luciani (Canale d'Agordo 17. oktober 1912 – Vatikanstaten 28. september 1978) blev valgt til pave den 26. august 1978 og antog pavenavnet Johannes Paul som en hyldest til sine to umiddelbare forgængere, Johannes XXIII og Paul VI, men døde kun 33 dage efter. Han blev saligkåret i 2022 af Pave Frans, og er derved et skridt nærmere en helgenkåring, hvor der normalt kræves at to mirakler tilskrives personen.